# عبدالله یکتا
عبدالله خان یکتا که همچنین با نام عبدالله خان یفتلی شناخته می‌شود (زادهٔ: ۱۵ ثور/اردیبهشت ۱۲۹۳ کابل و فرزند میرزا محمد خان یفتلی یکتن از اعضای برجسته جنبش مشروطه خواهان کشور و از اساس گذاران نهضت جوانان بیدار افغانستان محسوب می‌شود که از یفتلی ولایت بدخشان بود. - موصوف نخست‌وزیر افغانستان از ۱۹ مهر/میزان ۱۳۴۶ تا ۱۰ عقرب/آبان ۱۳۴۸ بود. وی که متولد کابل بود